# سعد بليق العازمي
سعد بليق قعم البريكي العازمي (1949، نائب سابق في مجلس الامة الكويتي ، شارك في انتخابات مجلس الأمة الكويتي عام 1992 وفاز بالعضوية عن الدائرة الخامسة والعشرين - أم الهيمان - وحصل على (525) صوت وحصل علي المركز الأول، وفاز بالانتخابات.

## نبذة
- كان من ضمن تكتل النواب في استجواب الوزير أحمد الربعي في جلسة طرح الثقة عام 1995 وصوت ضد طرح الثقة.